# Каннін
Каннін (англ. Canning) — парафія в Канаді, у провінції Нью-Брансвік, у складі графства Квінс.

## Населення
За даними перепису 2016 року, парафія нараховувала 924 особи, показавши скорочення на 2,9%, порівняно з 2011-м роком. Середня густина населення становила 5,3 осіб/км².
З офіційних мов обидвома одночасно володіли 110 жителів, тільки англійською — 815. Усього 5 осіб вважали рідною мовою не одну з офіційних, з них усі — одну з корінних мов.
Працездатне населення становило 48,4% усього населення, рівень безробіття — 14,1% (14,3% серед чоловіків та 13,9% серед жінок). 83,3% осіб були найманими працівниками, а 15,4% — самозайнятими.
Середній дохід на особу становив $37 824 (медіана $32 064), при цьому для чоловіків — $44 642, а для жінок $30 859 (медіани — $39 680 та $24 640 відповідно).
30% мешканців мали закінчену шкільну освіту, не мали закінченої шкільної освіти — 15,6%, 55% мали післяшкільну освіту, з яких 22,7% мали диплом бакалавра, або вищий.
| Статево-вікова структура населення | Статево-вікова структура населення | Статево-вікова структура населення | Статево-вікова структура населення | Статево-вікова структура населення |
| ---------------------------------- | ---------------------------------- | ---------------------------------- | ---------------------------------- | ---------------------------------- |
|                                    |                                    |                                    |                                    |                                    |
| Всього                             | Всього                             | 50,8%49,2%                         |                                    |                                    |
| 0 — 14 років                       | 0 — 14 років                       |                                    | 9,8%                               | 9,8%                               |
| 15 — 64 років                      | 15 — 64 років                      |                                    | 61,4%                              | 61,4%                              |
| 65 і більше                        | 65 і більше                        |                                    | 28,8%                              | 28,8%                              |
| 85 і більше                        | 85 і більше                        |                                    | 1,6%                               | 1,6%                               |
| Середній вік (років)               | Середній вік (років)               | 49,750,5                           | 50,1                               | 50,1                               |
| Медіана (років)                    | Медіана (років)                    | 56,155,3                           | 55,7                               | 55,7                               |
| — чоловіки — жінки                 |                                    |                                    |                                    |                                    |

| Походження мешканців:     | Походження мешканців:     | Походження мешканців: | Походження мешканців: | Походження мешканців: |
| ------------------------- | ------------------------- | --------------------- | --------------------- | --------------------- |
| Походження                |                           |                       | осіб                  | %                     |
| Корінні американці        | Корінні американці        |                       | 20                    | 2.17%                 |
| Інше північноамериканське | Інше північноамериканське |                       | 475                   | 51.63%                |
| Європейське               | Європейське               |                       | 605                   | 65.76%                |
| британське                | британське                |                       | 495                   | 53.8%                 |
| французьке                | французьке                |                       | 205                   | 22.28%                |
| Карибське                 | Карибське                 |                       | 10                    | 1.09%                 |
| Африканське               | Африканське               |                       | 15                    | 1.63%                 |
| Азійське                  | Азійське                  |                       | 10                    | 1.09%                 |

| Зайнятість населення за галузями (за класифікацією NOC): | Зайнятість населення за галузями (за класифікацією NOC): | Зайнятість населення за галузями (за класифікацією NOC): | Зайнятість населення за галузями (за класифікацією NOC): | Зайнятість населення за галузями (за класифікацією NOC): |
| -------------------------------------------------------- | -------------------------------------------------------- | -------------------------------------------------------- | -------------------------------------------------------- | -------------------------------------------------------- |
|                                                          |                                                          |                                                          |                                                          |                                                          |
| Управління                                               | Управління                                               |                                                          | 10,4%                                                    | 10,4%                                                    |
| Бізнес, фінанси та адміністрування                       | Бізнес, фінанси та адміністрування                       |                                                          | 11,7%                                                    | 11,7%                                                    |
| Природничі та прикладні науки                            | Природничі та прикладні науки                            |                                                          | 9,1%                                                     | 9,1%                                                     |
| Охорона здоров'я                                         | Охорона здоров'я                                         |                                                          | 7,8%                                                     | 7,8%                                                     |
| Освіта, правозахист, муніципальні та урядові служби      | Освіта, правозахист, муніципальні та урядові служби      |                                                          | 11,7%                                                    | 11,7%                                                    |
| Роздрібна торгівля та послуги                            | Роздрібна торгівля та послуги                            |                                                          | 15,6%                                                    | 15,6%                                                    |
| Гуртова торгівля, транспорт та обладнання                | Гуртова торгівля, транспорт та обладнання                |                                                          | 19,5%                                                    | 19,5%                                                    |
| Природні ресурси, сільське господарство                  | Природні ресурси, сільське господарство                  |                                                          | 14,3%                                                    | 14,3%                                                    |
| Виробництво                                              | Виробництво                                              |                                                          | 2,6%                                                     | 2,6%                                                     |

## Клімат
Середня річна температура становить 5,2°C, середня максимальна – 23,1°C, а середня мінімальна – -16°C. Середня річна кількість опадів – 1 075 мм.
| Клімат поселення                              | Клімат поселення | Клімат поселення | Клімат поселення | Клімат поселення | Клімат поселення | Клімат поселення | Клімат поселення | Клімат поселення | Клімат поселення | Клімат поселення | Клімат поселення | Клімат поселення | Клімат поселення |
| Показник                                      | Січ.             | Лют.             | Бер.             | Квіт.            | Трав.            | Черв.            | Лип.             | Серп.            | Вер.             | Жовт.            | Лист.            | Груд.            |                  |
| Середній максимум, °C                         | −2,96            | −1,36            | 4,00             | 10,18            | 16,58            | 21,98            | 23,14            | 22,21            | 17,78            | 11,82            | 5,83             | −1,65            |                  |
| Середня температура, °C                       | −9,47            | −7,84            | −2,5             | 3,70             | 10,09            | 15,48            | 18,78            | 17,86            | 13,42            | 7,47             | 1,48             | −6,02            |                  |
| Середній мінімум, °C                          | −15,96           | −14,34           | −8,97            | −2,79            | 3,58             | 9,00             | 14,43            | 13,51            | 9,05             | 3,13             | −2,87            | −10,36           |                  |
| Норма опадів, мм                              | 92               | 77               | 79               | 81               | 95               | 89               | 87               | 85               | 88               | 93               | 106              | 103              |                  |
| Середньомісячна швидкість вітру, м/с          | 3.40             | 3.41             | 3.60             | 3.60             | 3.22             | 2.80             | 2.59             | 2.40             | 2.66             | 3.00             | 3.20             | 3.40             |                  |
| Середньомісячна сонячна радіація, кДж/м²·день | 5339             | 8663             | 12358            | 15364            | 18136            | 20209            | 19953            | 17618            | 13217            | 8433             | 4987             | 4113             |                  |
| --------------------------------------------- | ---------------- | ---------------- | ---------------- | ---------------- | ---------------- | ---------------- | ---------------- | ---------------- | ---------------- | ---------------- | ---------------- | ---------------- | ---------------- |
| Джерело:                                      |                  |                  |                  |                  |                  |                  |                  |                  |                  |                  |                  |                  |                  |